# جوليا فيرير
جوليا فيرير (بالإسبانية: Julia Ferrer)‏ هي كاتِبة وشاعرة بيروفية، ولدت في 1925 في ليما في بيرو، وتوفي بنفس المكان في 1995.